# 王子寺
王子寺，是泰国曼谷宗通县的佛寺，拉玛三世的遗骸安放于此 。前身为宗通寺（Wat Chom Thong）。

## 历史
王子寺的前身宗通寺始建于阿瑜陀耶王朝时期，是曼谷诞生之前就存在的古寺。1820年，当时还是王储的拉玛三世率军北上至北碧三塔关拦截缅军，在宗通寺留宿一晚。军队驻扎期间，在此举行洒水礼，祈愿胜利。之后由于缅军并未侵犯，拉玛三世遂决定将此寺修葺一新，呈献予拉玛二世，并由二世王赐名“王子寺”。此“王子”即王储拉玛三世。

## 建筑
拉玛三世钟爱中国艺术，因此王子寺到处都可见中式的嵌瓷装饰。寺门顶部修有中式屋檐，左右由一对石狮子把守。戒堂面向Klong Duan运河，屋檐结合了中式风格，嵌瓷色彩华丽，有菊花、龙凤、孔雀各式吉祥图案；戒堂门口的护法像都身着中式官服，面部妆容是中式戏曲的脸谱风格。戒堂内部的壁画亦带有中式风格。戒堂供奉的佛像名为Phra Buddha Anantakun Adulyanabopit（พระพุทธอนันตคุณอดุลญาณบพิตร），底座安放拉玛三世的遗骸。戒堂外有一石座，是拉玛三世监督工程进度时使用的。座旁种有一棵香榄树。
除戒堂外，王子寺亦建有卧佛殿、坐佛殿、立佛殿。卧佛殿的入口为中式的圆形月洞门，周围建有32座纯白的十二棱角塔，殿旁走廊刻有和卧佛寺一致的草药医术和指压按摩法的图案，共92块石碑。
立佛殿位于戒堂左方，分为前后两间，前殿供奉一尊伸出右手的立佛像，后殿供奉各式姿式的佛像，主佛像是一座阿瑜陀耶风格的伏魔式佛像，因而有说法称立佛殿原本是宗通寺的中心建筑。立佛殿前的佛塔安放有三世王的十五子后代拉达万（Ladawan）家族的骨灰。
坐佛殿建在戒堂右方，殿前建有中式石亭，殿内佛像手持长柄扇，挡住面部。

## 图册
- 戒堂
- 戒堂山花细节
- 戒堂护法像
- 戒堂主佛像
- 中式石像
- 卧佛
- 坐佛
- 卧佛殿周围的纯白佛塔
- 节庆期间悬挂中式灯笼